# Rodrigo Mendes
Rodrigo Mendes, född 9 augusti 1975 i Uberaba, är en brasiliansk tidigare fotbollsspelare.
Han vann skytteligan i Copa Libertadores 2002 med 10 gjorda mål.